# Уинтър Парк
Уинтър Парк (на английски: Winter Park) е град в окръг Ориндж, Флорида.
Населението му е 27 852 души според Щатското преброяване от 2010 г.
Той е част от статистическа зона Орландо-Кисими-Санфорд, Флорида. В рамките на града са Колеж „Ролинс“, Университет Фул Сейл и Музей на американското изкуство „Чарлз Хозмър Морс“, в който се помещава най-голямата колекция в света на стъклото „Тифани“.
Уинтър Парк разполага с отворено парк пространство, жилищни квартали, голф игрища и улица от страната на търговския район по Парк Авеню.
Основан е като курортно селище от северните бизнес магнати в края на 19 и началото на 20 век. Неговата основна улица е с граждански сгради, магазини, художествени галерии, частен колеж за либерални изкуства, музеи, парк, железопътна гара, кънтри клуб, голф игрище, историческо гробище, плаж и моторна лодка.

## Галерия
- Хотел „Алабама“ ок. 1922 г.
- Веранда на Хотел „Алабама“
- Музей и скулптурни градини „Албин Поласек“
- Канал в Уинтър Парк
- Театър „Ани Ръсел“ в Колеж Ролинс
- Женският клуб на Уинтър Парк
- Езеро Оскиола ок. 1906 г.